# Michaela Šojdrová
Michaela Šojdrová (rozená Nováková) (* 28. října 1963 Kroměříž) je česká politička, v období 1996–2010 poslankyně Poslanecké sněmovny Parlamentu ČR, od roku 2009 první místopředsedkyně KDU-ČSL. Po parlamentních volbách 2010 se stala úřadující předsedkyní strany. V letech 2014 až 2024 byla poslankyní Evropského parlamentu. Je hlavní expertkou strany v oblasti vědy, vzdělávání a výzkumu. Byla též předsedkyní poslaneckého klubu strany. Je členkou Orla a Junáka (její skautská přezdívka je Madam).

## Biografie
Narodila se v lékařské rodině dne 28. října 1963 v Kroměříži, kde dodnes žije. Vystudovala nejprve Gymnázium Kroměříž (maturovala v roce 1983) a posléze Zahradnickou fakultu Vysoké školy zemědělské, obor sadovnictví a krajinářství. Studium ukončila v roce 1987, v tomtéž roce se též vdala. Po ukončení studia pracovala jako projektantka zahradní architektury. V roce 1989 vstoupila do Československé strany lidové.
V první polovině 90. let působila jako externí učitelka francouzštiny na Arcibiskupském gymnáziu v Kroměříži. V komunálních volbách roku 1994 neúspěšně kandidovala do zastupitelstva města Kroměříž za KDU-ČSL.
Ve volbách v roce 1996 byla zvolena do poslanecké sněmovny za KDU-ČSL (volební obvod Jihomoravský kraj). Mandát obhájila ve volbách v roce 1998, volbách v roce 2002 a voleb v roce 2006. Ve sněmovně setrvala do voleb v roce 2010. V letech 1996–1998 zasedala ve sněmovním výboru pro sociální politiku a zdravotnictví a v letech 1996–2010 ve výboru pro vědu, vzdělání, kulturu, mládež a tělovýchovu (v letech 2002–2010 jako místopředsedkyně tohoto výboru). Kromě toho byla v letech 2007–2010 členkou výboru ústavněprávního. V letech 2003–2006 a 2008–2010 byla místopředsedkyní poslaneckého klubu KDU-ČSL.
Není jedinou političkou v rodině; její matka, MUDr. Eva Nováková, byla v letech 1990–1992 členkou Federálního shromáždění zvolenou za HSD-SMS, dále v letech 1992–1996 již za KDU-ČSL členkou České národní rady, respektive Poslanecké sněmovny a v letech 1996–1998 senátorkou za volební obvod č. 76 (Kroměříž a přilehlé okolí) a poté ještě působila jedno volební období jako zastupitelka a místostarostka Kroměříže.
Má dva syny: Jana (* 1988) a Václava (* 1990). Před koncem roku 2016 týdeník Reflex či TV Prima informovaly o tom, že Jan Šojdr byl předsedou představenstva společnosti Evropská Kreditní SE, poskytující nápadně nevýhodné hotovostní půjčky. V roce 2009 jí francouzský prezident Nicolas Sarkozy udělil Řád za zásluhy. Na sjezdu v témže roce neúspěšně kandidovala na post předsedkyně strany, její úspěšnější protivník Cyril Svoboda si ji pak vybral jako první místopředsedkyni a sjezd tuto volbu respektoval.
V roce 2009 získala francouzský Řád čestné legie za rozvoj přátelských vztahů mezi oběma zeměmi.
V senátních volbách roku 2010 neúspěšně kandidovala do horní komory parlamentu za obvod č. 40 - Kutná Hora, když se ziskem 5,60 % hlasů obsadila 7. místo a zároveň obdobně jako již v roce 1994 neúspěšně kandidovala do zastupitelstva Kroměříže.
V komunálních volbách v roce 2018 kandidovala jako členka KDU-ČSL do Zastupitelstva města Kroměříž, a to za uskupení "KDU-ČSL, ZVUK 12 a nezávislí", ale neuspěla.

### Působení v Evropském parlamentu
Ve volbách do Evropského parlamentu v roce 2014 kandidovala za KDU-ČSL na 2. místě její kandidátky. Získala 22 220 preferenčních hlasů (tzn. 14,73 %), přeskočila lídra kandidátky Pavla Svobodu a byla zvolena poslankyní Evropského parlamentu. Byla místopředsedkyní Výboru pro kulturu a vzdělávání (CULT) a členkou Výboru pro práva žen a rovnost pohlaví (FEMM).
Ve volbách do Evropského parlamentu v květnu 2019 mandát europoslankyně obhajovala a kandidovala na 3. místě kandidátky KDU-ČSL. Získala 22 649 preferenčních hlasů a byla znovu zvolena europoslankyní.
Českou watchdogovou organizací Kverulant.org byla pro volební období 2019-2024 vyhodnocená jako třetí nejaktivnější z českých poslanců Evropského parlamentu.
Ve volbách do Evropského parlamentu v červnu 2024 neúspěšně obhajovala mandát europoslankyně jako členka KDU-ČSL na 9. místě kandidátky koalice SPOLU (tj. ODS, KDU-ČSL a TOP 09). Koalice získala pouze šest mandátů. Šojdrová dostala 32 447 preferenčních hlasů, pátý nejvyšší počet v rámci kandidátky, ale 663 hlasů jí chybělo pro překročení 5% hranice, takže zůstala nezvolená jako 3. náhradník. Šojdrová výsledky zpochybnila a soud nechal přezkoumat výsledky z asi padesáti volebních okrsků. Stížnost Šojdrové zamítl dne 10. července 2024 Nejvyšší správní soud, o pár dní později jí vypršel mandát europoslankyně.

### Působení po skončení mandátu poslankyně EP
Po vypršení mandátu v Evropského parlamentu začala Michaela Šojdrová působit jako poradkyně ministra zemědělství ČR Marka Výborného. Má rovněž manažerskou pozici v památce světového dědictví UNESCO v Kroměříži a je členkou správních rad na univerzitách v Praze a Zlíně.

### Politická témata
10. února 2010 na svém webu uveřejnila protest „Dobro dětí především“, jako nesouhlasnou reakci na předchozí iniciativu ministra pro lidská práva a menšiny Michaela Kocába, která měla vést k tomu, aby si lidé v registrovaném partnerství mohli individuálně osvojovat děti. 19. dubna 2010 protest s 14 962 elektronickými hlasy předala předsedovi vlády Janu Fischerovi.
Také je známá angažováním se ve věci zavedení etické výchovy na základních školách. Tento předmět byl v prosinci 2009 schválen a školy jej mohou od 1. ledna 2010 vyučovat jako nepovinný předmět.
Angažuje se též v humanitárních otázkách. Jedním z témat, kterým věnuje pozornost, je pomoc sirotkům, kteří se v důsledku války v Sýrii ocitli v řeckých utečeneckých táborech. V Senátu představila 14. září 2018 návrh, aby Česká republika přijala padesát syrských dětí, které ve válce ztratily rodiče. Přes ochotu české strany pomoci uprchlíkům, přišlo vynaložené úsilí vniveč kvůli nezájmu řecké strany.